# Kaoru Kakinami
Kaoru Kakinami (柿並 薫 Kakinami Kaoru?), är en japansk tidigare fotbollsspelare.
Kaoru Kakinami debuterade för japans landslag den 6 september 1981 i en 0–4-förlust mot England. Hon spelade 4 landskamper för det japanska landslaget.